# Озеро Уэйкэр (Титан)
Озеро Уэйкэр (лат. Waikare Lacus) — углеводородное озеро на поверхности самого крупного спутника Сатурна — Титана. Центр имеет координаты 81°36′ с. ш. 234°00′ в. д. / 81,6° с. ш. 234° в. д..
Размер углеводоёма составляет примерно 52,5 км. Находится в северной полярной области Титана, рядом с его морями (Кракена, Лигеи и Пунги). Озеро состоит из жидких углеводородов, главным образом это метан, этан и пропан. Обнаружено на переданных снимках космического аппарата «Кассини-Гюйгенс». Названо в честь земного озера Уэйкэр, расположенного на территории Новой Зеландии. Название было утверждено Международным астрономическим союзом в 2007 году.